# Диоп, Папакули
Папакули «Папе» Дьоп (фр. Papakouli 'Pape' Diop; 19 марта 1986, Каолак, Сенегал) — сенегальский футболист, опорный полузащитник сборной Сенегала.

## Карьера
Дьоп родился в Каолаке и переехал во Францию в раннем возрасте. Играл в футбол за молодёжный состав «Ренна», а 5 августа 2006 года дебютировал за взрослую команду в матче против «Лилля» (1-2). Летом 2006 года, не сумев закрепиться в «Ренне», Дьоп присоединился к клубу Лиги 2 «Тур».
31 января 2008 года Дьоп перешёл в испанский «Химнастик». После полутора сезонов за каталонцев он переехал в «Расинг» за 1,5 млн евро.
12 сентября 2009 года Дьоп сыграл свою первую игру в Примере, выйдя на поле в матче с «Атлетико Мадрид» (1-1). Свой первый гол в лиге он забил 21 марта следующего года, поразив ворота «Осасуны» (3-1).
В сезоне 2011/12 Дьоп сыграл за «Расинг» все матчи — 2,864 минуты, но его команда вылетела. Вскоре после этого он присоединился к клубу Примеры «Леванте», который заплатил за него 100 тысяч евро.
4 мая 2014 года Дьоп стал жертвой проявлений расизма: болельщики «Атлетико Мадрид» «ухали» по-обезьяньи в его адрес, но игрок удивил всех своей реакцией и станцевал перед фанатским сектором. 5 июня следующего года он покинул «Леванте» после истечения контракта.
31 августа 2015 года Дьоп подписал трёхлетний контракт с «Эспаньолом».
В 2018 году Диоп перешел в «Эйбар».
Летом 2021 года в качестве свободного агента перешёл из "Эйбара" в "Ибицу"